# Estatuas de Ain Ghazal
Las estatuas de Ain Ghazal son varias figuras grandes modeladas en yeso sobre caña datadas en el periodo Neolítico precerámico C y descubiertas en Jordania, en el asentamiento de 'Ain Ghazal.
Un total de 15 estatuas y 15 bustos fueron descubiertos de 1983 a 1985 en dos escondrijos subterráneos, creados con una diferencia de 200 años.
Datadas entre mediados del octavo milenio a. C. y mediados del séptimo milenio a. C., las estatuas se encuentran entre las representaciones a gran escala más tempranas de la figura humana, y están consideradas uno de los ejemplos más notables del arte prehistórico del periodo neolítico precerámico B o C. Algunas estatuas antropomorfas aún más antiguas han sido descubiertas en la Mesopotamia superior, como el Hombre de Urfa.
Aunque se cree que representan a los antepasados entre aquellos pueblos, su propósito es incierto.
Forman parte de la colección del Museo de Jordania en Amán, pero algunas han sido prestadas a otros lugares, o enviadas para su conservación. Una estatua se encuentra en el Museo del Louvre en París. Una de las figuras con dos cabezas se exhibe en el Louvre Abu Dabi. Dos estatuas se conservan en el Museo Británico de Londres desde 2013.

## Descripción

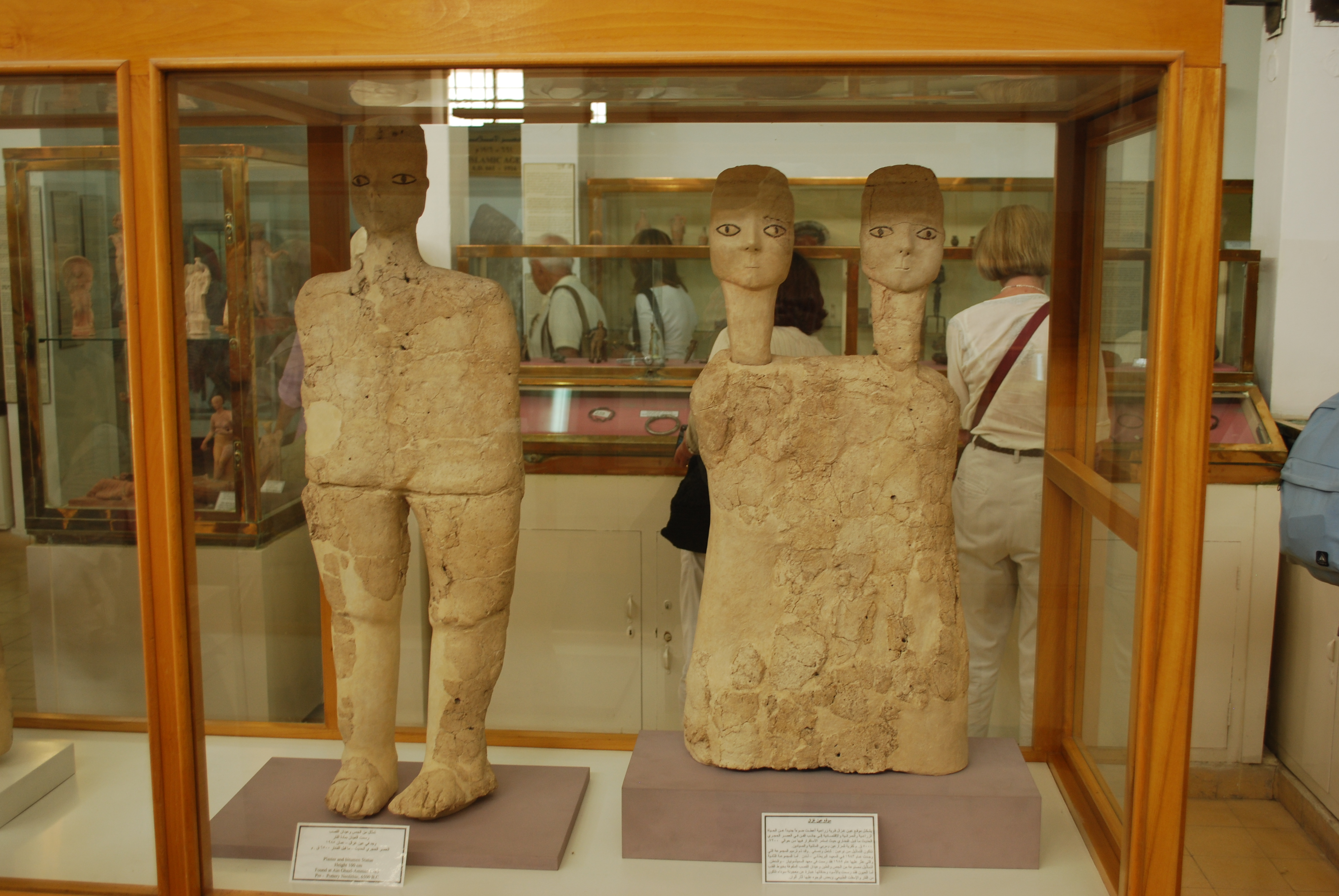
Estatuas en la Ciudadela de Amán.

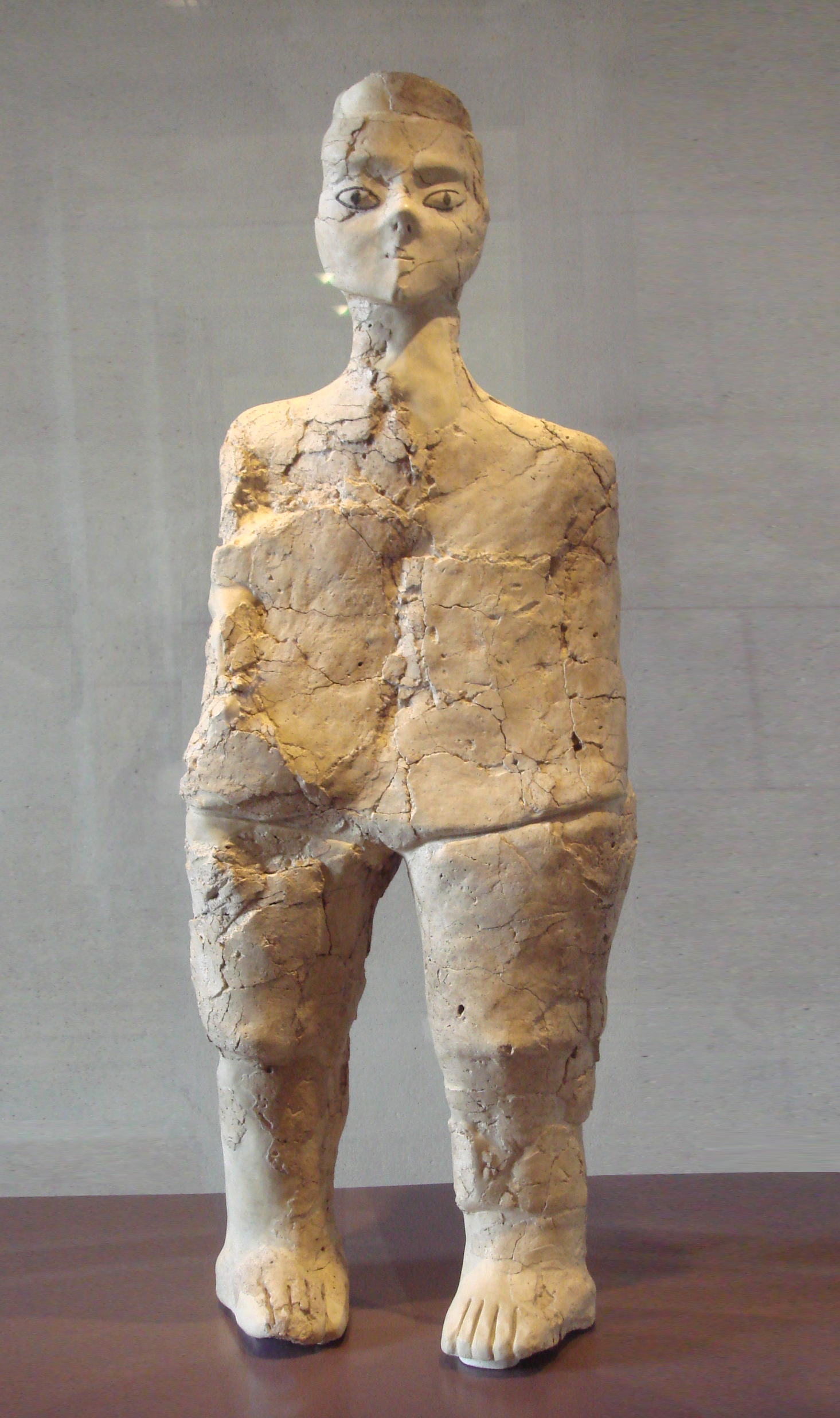
Estatua de Ain Ghazal exhibida en el Museo del Louvre, París.

Las figuras son de dos tipos, bustos y estatuas completas. Algunos de los bustos son dobles y tienen dos cabezas.
Se aprecia un gran esfuerzo en el modelado de las cabezas, con los ojos bien abiertos perfilados y con iris ambos de betún. Las estatuas representan hombres, mujeres y niños; las mujeres son reconocibles por rasgos que se parecen a pechos y vientres ligeramente abultados, pero las diferencias físicas entre ambos sexos no están enfatizadas, y ninguna de las estatuas presenta genitales, la única parte detallada de la figuras son las caras.
Las estatuas fueron realizadas con yeso de piedra caliza húmedo sobre un núcleo de cañas utilizando juncos de los que crecen a lo largo de las orillas del río Zarqa. Con el tiempo las cañas se pudrieron, dejando carcasas de yeso con un interior hueco. El yeso o cal se forma calentando piedra caliza a temperaturas de entre 600 y 900 grados celsius; el producto, Hidróxido de calcio, se mezcla con agua, formando una masa que se puede moldear. El yeso se convierte en un material resistente al agua cuando se seca y endurece. Cabezas, torsos y piernas se formaron con manojos separados de cañas que luego se ensamblaron y cubrieron con yeso. Los iris y ojos fueron perfilados con betún y las cabezas fueron originalmente cubiertas con alguna clase de peluca o tocado.
Son comparativamente altas, pero no de tamaño natural, las estatuas más altas se aproximan a 1 m. Son desproporcionadamente planas, aproximadamente 10 cm de grosor. No obstante fueron diseñadas para mantenerse en pie, probablemente ancladas al piso en recintos cerrados y pensadas para ser vistas sólo de frente.
La manera en que fueron hechas no les permitiría durar mucho tiempo. Pero como fueron enterradas en perfectas condiciones es posible que no llegaran a ser exhibidas por un largo periodo, sino creadas para acompañar un entierro intencionado.

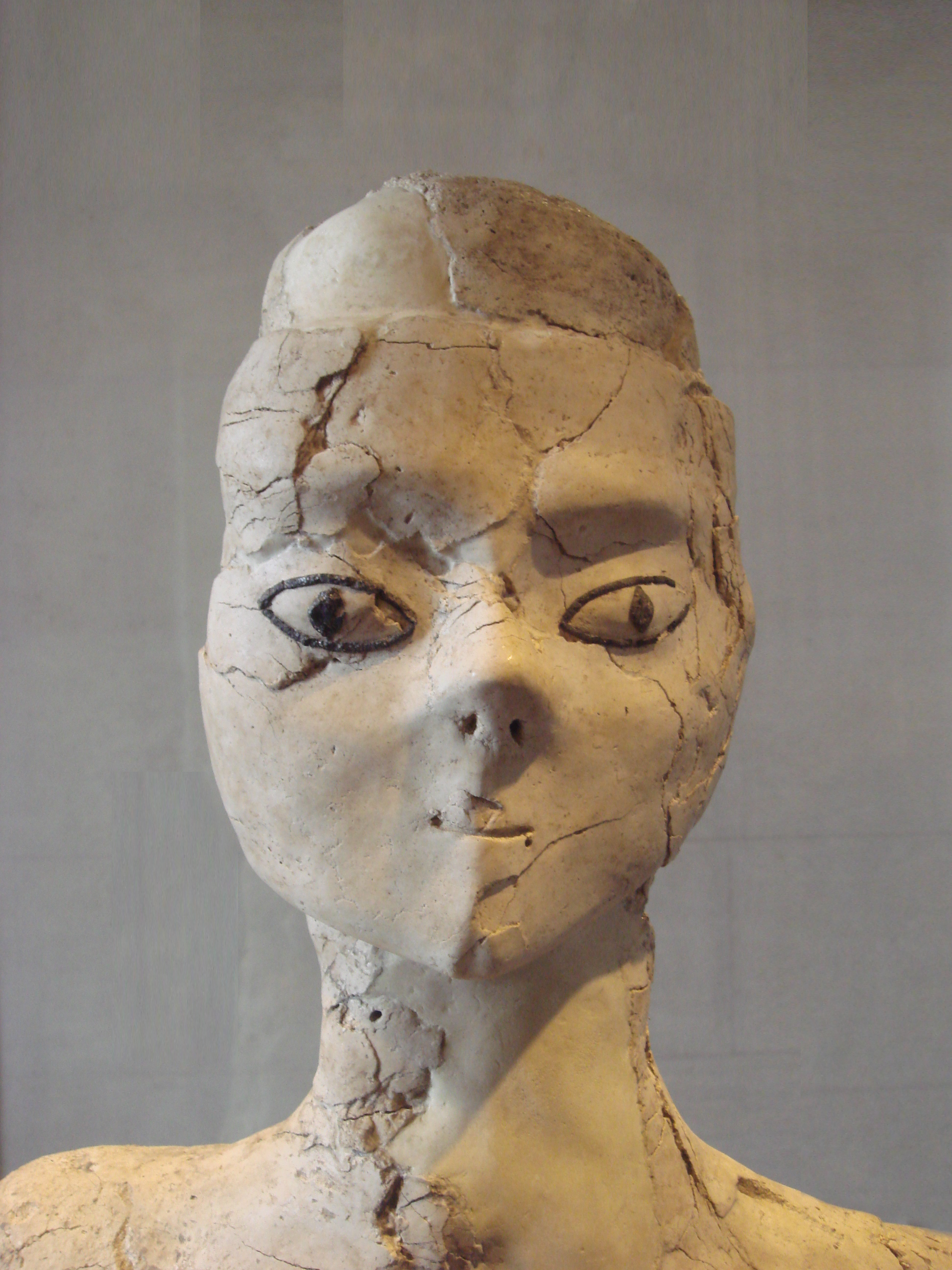
Estatua de Ain Ghazal en el Louvre, de frente.
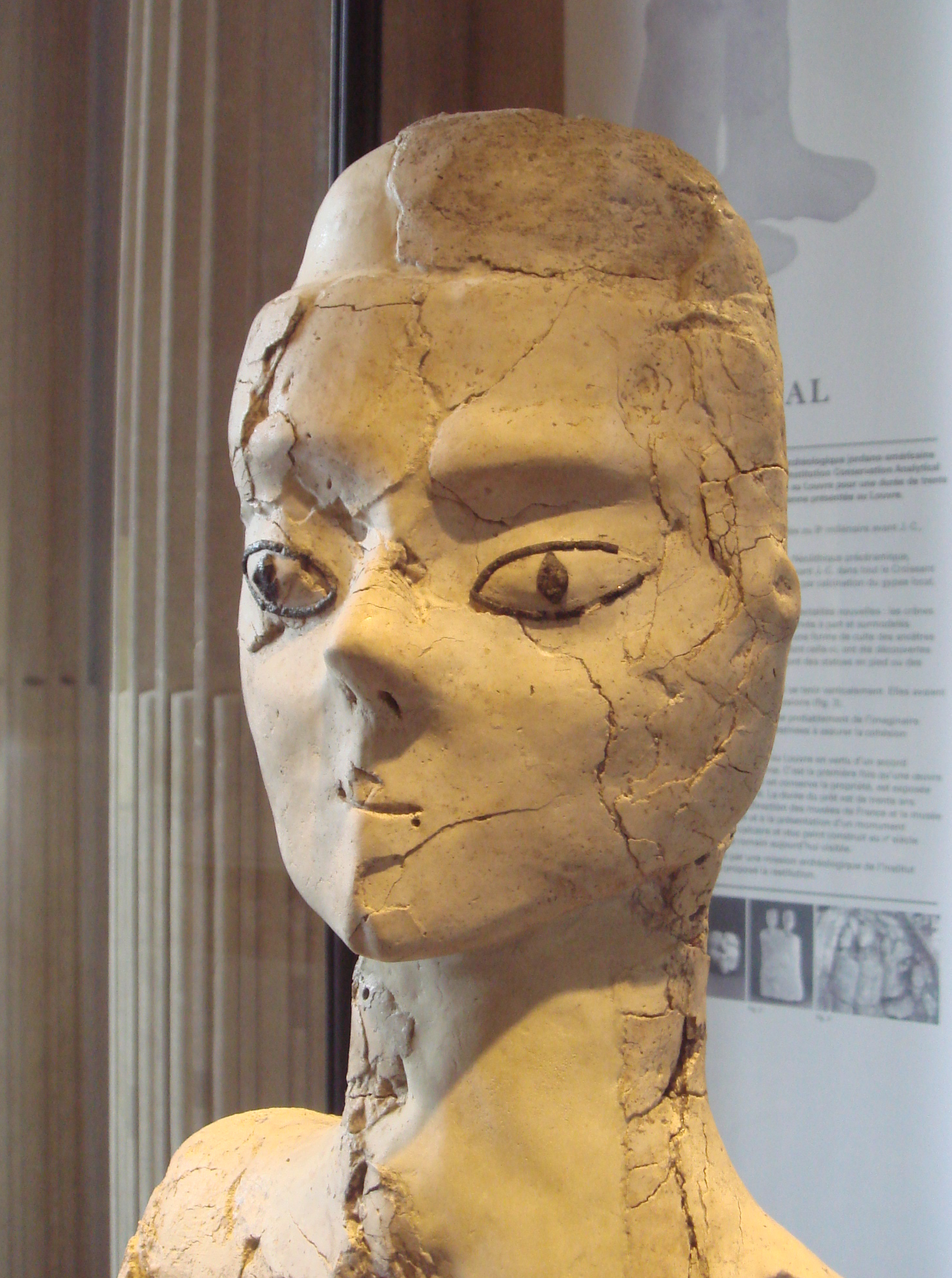
Estatua de Ain Ghazal en el Louvre, lado izquierdo.
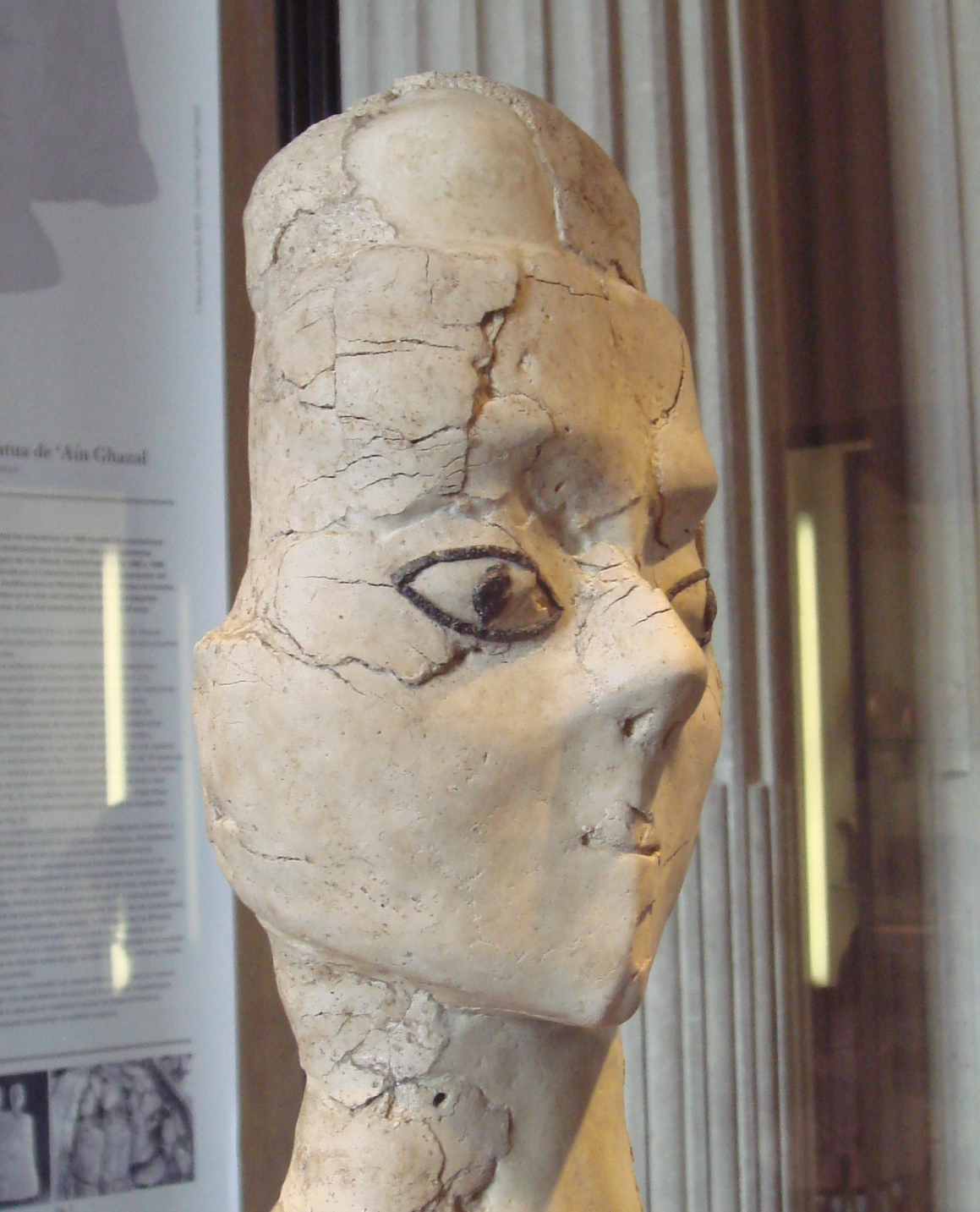
Estatua de Ain Ghazal en el Louvre, lado derecho.

## Descubrimiento y conservación

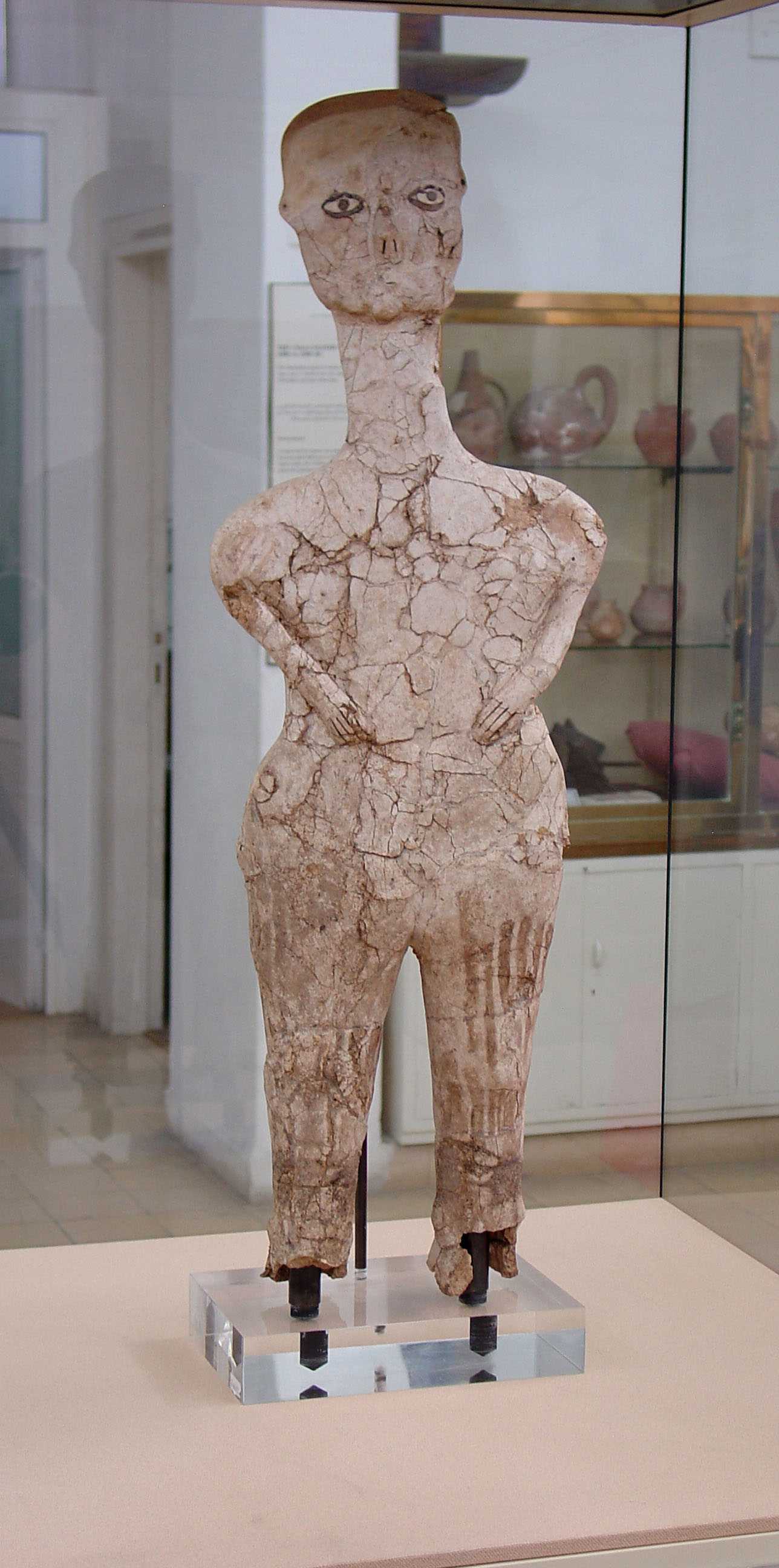
Estatua de Ain Ghazal en el Museo Arqueológico de Jordania, Amán.

El sitio de 'Ain Ghazal fue descubierto en 1974 por desarrolladores que estaban construyendo la autopista que conecta Amán con la ciudad de Zarqa. La excavación empezó en 1982. El sitio estuvo habitado entre ca. 7.250–5.000 a. C. En su primera época, durante la primera mitad del séptimo milenio a. C., el poblado se extendía sobre 10–15 hectáreas y estaba habitado por unas 3.000 personas.
Las estatuas fueron descubiertas en 1983. Mientras examinaban una sección transversal de tierra en un camino excavado por un bulldozer, los arqueólogos encontraron el borde de una fosa grande de 2,5 metros bajo la superficie, que contenía estatuas de yeso. La excavación dirigida por Gary O. Rollefson tuvo lugar en 1984-1985, con un segundo conjunto de excavaciones bajo la dirección de Rollefson y Zeidan Kafafi durante 1993–1996.
Un total de 15 estatuas y 15 bustos fueron encontrados en dos escondrijos, separados por casi 200 años. Como fueron cuidadosamente depositadas en las fosas cavadas en los pisos de casas abandonadas, están extraordinariamente bien conservadas. Restos de estatuas similares encontradas en Jericó y en la cueva de Nahal Hemar han sobrevivido sólo en estado fragmentario.
La fosa donde las estatuas fueron encontradas fue cuidadosamente cavada alrededor, y los contenidos colocados en una caja de madera rellenada con espuma de poliuretano para su protección durante el traslado. 
Las estatuas están hechas de yeso, el cual es frágil especialmente después de estar enterrado tantísimo tiempo. El primer conjunto de estatuas descubierto en el sitio fue enviado al Instituto Arqueológico Real en Gran Bretaña, mientras el segundo conjunto, encontrado unos años más tarde, fue enviado al Instituto Smithsoniano en Nueva York para el trabajo de restauración. Las estatuas fueron devueltas a Jordania después de su conservación y pueden ser vistas en el Museo de Jordania.
Parte de ellas se prestaron al Museo Británico en 2013. Una de ellas fue restaurada en Gran Bretaña en 2012.